# Brzeziny-Janowięta
Brzeziny-Janowięta – wieś w Polsce położona w województwie podlaskim, w powiecie siemiatyckim, w gminie Dziadkowice.
| SIMC    | Nazwa                | Rodzaj     |
| ------- | -------------------- | ---------- |
| 0028197 | Brzeziny-Niedźwiadki | przysiółek |

W latach 1975–1998 miejscowość administracyjnie należała do województwa białostockiego.